# ويرت بومان
ويرت بومان هو سياسي أمريكي، ولد في 28 مارس 1874 في ويست بوينت في الولايات المتحدة، وتوفي في 20 أبريل 1949 في توسان في الولايات المتحدة بسبب نوبة قلبية. نشط حزبياً في الحزب الديمقراطي. وقد انتخب عضو مجلس نواب أريزونا ‏.